# Équipe de Norvège de football à la Coupe du monde 1938
L'équipe de Norvège de football participe à sa première Coupe du monde lors de l'édition 1938 qui se tient en France du 4 juin 1938 au 19 juin 1938. Les Norvégiens sont éliminés au 1er tour, en étant battus par les champions du monde en titre italiens, sur un score de 2-1 après prolongations.

## Phase qualificative
La Norvège est placée dans le groupe 2 de la zone Europe avec l'Irlande. La poule consiste donc en une confrontation aller-retour et la nation se qualifie grâce à un score cumulé de 6-5.
| 10 octobre 1937 | Norvège                          | 3 - 2 | République d'Irlande      | Ullevaal, Oslo                                |                                               |
|                 | Kvammen 30e, 64e · Martinsen 68e |       | Geoghegan 36e · Dunne 68e | Spectateurs : 28 000 Arbitrage : Peco Bauwens | Spectateurs : 28 000 Arbitrage : Peco Bauwens |
|                 | détails                          |       |                           | Spectateurs : 28 000 Arbitrage : Peco Bauwens | Spectateurs : 28 000 Arbitrage : Peco Bauwens |

| 11 novembre 1937 | République d'Irlande                    | 3 - 3 | Norvège                          | Dalymount Park, Dublin                        |                                               |
|                  | Dunne 10e · O'Flanagan 68e · Duggan 68e |       | Kvammen 26e, 33e · Martinsen 49e | Spectateurs : 27 000 Arbitrage : Thomas Gibbs | Spectateurs : 27 000 Arbitrage : Thomas Gibbs |
|                  | détails                                 |       |                                  | Spectateurs : 27 000 Arbitrage : Thomas Gibbs | Spectateurs : 27 000 Arbitrage : Thomas Gibbs |

## Phase finale

### Huitièmes de finale
| 5 juin 1938                         | Italie | 2 - 1 a.p. | Norvège | Stade Vélodrome (Marseille)                    |                                                |
| 17 h 00 · Historique des rencontres | Ferraris 2e · Piola 94e                                                                                   | (1 - 0)    | Brustad 83e | Spectateurs : 19 000 Arbitrage : Alois Beranek | Spectateurs : 19 000 Arbitrage : Alois Beranek |
| 17 h 00 · Historique des rencontres | Rapport                                                                                                   |            | | Spectateurs : 19 000 Arbitrage : Alois Beranek | Spectateurs : 19 000 Arbitrage : Alois Beranek |
| 17 h 00 · Historique des rencontres | Olivieri - Monzeglio, Rava - Serantoni, Andreolo, Locatelli - Pasinati, Meazza , Piola, Ferrari, Ferraris | Équipes    | Johansen - Johannessen, Holmsen - Henriksen, Eriksen , Holmberg - Frantzen, Kvammen, Brynildsen, Isaksen, Brustad | Spectateurs : 19 000 Arbitrage : Alois Beranek | Spectateurs : 19 000 Arbitrage : Alois Beranek |

## Effectif
Asbjørn Halvorsen est le sélectionneur norvégien durant la Coupe du monde.
| No. | Pos.      | Joueur             | Date de naissance et âge | Sélec. | Club                      |
| --- | --------- | ------------------ | ------------------------ | ------ | ------------------------- |
| -   | Attaquant | Arne Brustad       | 14 avril 1912            | 19     | SFK Lyn Oslo              |
| -   | Attaquant | Knut Brynildsen    | 23 juillet 1917          | 1      | Fredrikstad footballklubb |
| -   | Défenseur | Nils Eriksen       | 5 mars 1911              | 34     | ODD Grenland              |
| -   | Attaquant | Odd Frantzen       | 20 janvier 1913          | 14     | Sportsklubben Hardy       |
| -   | Milieu    | Kristian Henriksen | 3 mars 1911              | 12     | SFK Lyn Oslo              |
| -   | Milieu    | Rolf Holmberg      | 24 août 1914             | 18     | ODD Grenland              |
| -   | Défenseur | Øivind Holmsen     | 28 avril 1912            | 22     | SFK Lyn Oslo              |
| -   | Attaquant | Arne Ileby         | 2 décembre 1913          | 0      | Fredrikstad footballklubb |
| -   | Attaquant | Magnar Isaksen     | 13 octobre 1910          | 12     | SFK Lyn Oslo              |
| -   | Défenseur | Rolf Johannessen   | 15 mars 1910             | 11     | Fredrikstad footballklubb |
| -   | Gardien   | Henry Johansen     | 21 juillet 1904          | 44     | Vålerenga Fotball         |
| -   | Défenseur | Jørgen Juve        | 22 novembre 1906         | 45     | SFK Lyn Oslo              |
| -   | Attaquant | Reidar Kvammen     | 23 juillet 1914          | 29     | Viking Fotballklubb       |
| -   | Gardien   | Sverre Nordby      | 13 mars 1910             | 2      | Mjøndalen Idrettsforening |
| -   | Défenseur | Roald Amundsen*    | 18 septembre 1913        | 0      | Mjøndalen Idrettsforening |
| -   | Milieu    | Oddmund Andersen*  | 21 décembre 1915         | 1      | Mjøndalen Idrettsforening |
| -   | Milieu    | Gunnar Andreassen* | 5 janvier 1913           | 0      | Fredrikstad footballklubb |
| -   | Attaquant | Hjalmar Andresen*  | 18 juillet 1914          | 0      | Sarpsborg Fotballklubb    |
| -   | Milieu    | Sverre Hansen*     | 23 juin 1913             | 0      | Idrettsforeningen Fram    |
| -   | Gardien   | Anker Kihle*       | 19 avril 1917            | 0      | Storms Ballklubb          |
| -   | Attaquant | Alf Martinsen*     | 29 décembre 1911         | 17     | Lillestrøm Sportsklubb    |
| -   | Milieu    | Frithjof Ulleberg* | 10 septembre 1911        | 14     | SFK Lyn Oslo              |

- Les réservistes norvégiens ne font pas le déplacement en France.

## Navigation